# ATP Buenos Aires 2006
ATP Buenos Aires 2006 — тенісний турнір, що проходив на ґрунтових кортах у місті Буенос-Айрес, Аргентина з 13 лютого . Належав до категорії ATP International Series, був турніром серії Argentina Open 2006 року.

## Фінальна частина

### Одиночний розряд
Карлос Моя —  Філіппо Воландрі 7–6(8–6), 6–4

### Парний розряд
Франтішек Чермак /  Леош Фридль —  Васіліс Мазаракіс /  Борис Пашанскі 6–1, 6–2